# Южен Егей
Южен Егей е административна област в Гърция, която обхваща група острови в южната част на страната.